# Obereopsis nepalensis
Obereopsis nepalensis là một loài bọ cánh cứng trong họ Cerambycidae.